# Disney Destiny
Die Disney Destiny ist ein im Bau befindliches Kreuzfahrtschiff der Disney Cruise Line. Es ist ein Schiff der Wish-Klasse, es soll am 20. November 2025 in Dienst gestellt werden. Ihre ersten beiden Schwesterschiffe Disney Wish und Disney Treasure wurden 2022 und 2024 in Dienst gestellt. zwei weitere Schwesterschiffe folgen 2027 und 2028. Das Schwesterschiff aus 2028 wird der Oriental Land Company und der Disney Cruise Line gehören.

## Geschichte des Schiffes
Im März 2016 kündigte Disney Cruise Line an, zwei neue Schiffe in Auftrag zu geben, die größer als die Disney Dream und Disney Fantasy werden würden, jedoch mit gleicher Kabinenanzahl. Ein drittes Schiff der Klasse wurde am 15. Juli 2017 auf der D23 Expo bekanntgegeben. Im März 2018 veröffentlichte Disney Cruise Line die erste Darstellung seiner neuen Generation von Kreuzfahrtschiffen. Die 140.000 BRZ großen Schiffe wären LNG-betrieben und würden mindestens 2.500 Gäste aufnehmen. Im Januar 2019 wurde die Schiffsklasse als Triton in öffentlichen Dokumenten bestätigt, die von Disney Cruise Line veröffentlicht wurde, folgt jedoch nun der Standardbenennung der Klasse nach dem ersten Schiff. Der Name des Schiffes wurde am 20. März 2024 bei der Kiellegung bekanntgegeben.
Der Schornstein des Schiffes wurde in Swinemünde gebaut.
Am 9. August 2025 verließ die Disney Destiny die Werfthalle.
Am 19. September 2025 soll die Disney Destiny voraussichtlich über die Ems überführt werden.

## Design und Unterhaltung
Im Atrium der Disney Destiny wird später die Statue von Black Panther die Gäste begrüßen.
Am Heck des Schiffes prangt Spider Man.
Die „Destiny Tower Suite“ wird passend zum Thema Iron Man gestaltet sein.
An Bord gibt es mehrere Themenrestaurants, die durch ihre Menüs, Dekoration und Atmosphäre begeistern, ein Beispiel dafür ist das „Animator’s Palate“.
Für Wasserspaß sorgen mehrere Pools und Wasserparks an Bord.
Die AquaDuck wird wie bei den Schwesterschiffen Disney Wish und Disney Treasure über das Schiff verlaufen.

## Technik und Ausstattung
Die Disney Destiny wird später 341 Meter lang sowie 40 Meter breit sein und eine Vermessung von 144.000 BRZ haben. Es kann mit verflüssigtem Erdgas (LNG) angetrieben werden. Das Schiff wird später ca. 1250 Kabinen besitzen.

## Schiffshörner
Die Disney Destiny wird die mit den Schiffshörnern die meisten Melodien der Triton-Klasse spielen können. Zusätzlich zu den Melodien, die mit den Hörnern der Disney Wish und Disney Treasure gespielt werden können, wird die Disney Destiny folgende zusätzliche Melodien spielen können:
- „The Glory Days“ aus dem Film Die Unglaublichen
- „Go the Distance“ von Hercules
- „Circle of Life“ aus dem Film König der Löwen
- „Spider-Man Titelsong“ aus Spider-Man (1967)
- „Cruella De Vil“ aus dem Film die 101 Dalmatiner
- „Captain America March“ aus dem Film Captain America: The First Avenger

## Bildergalerie

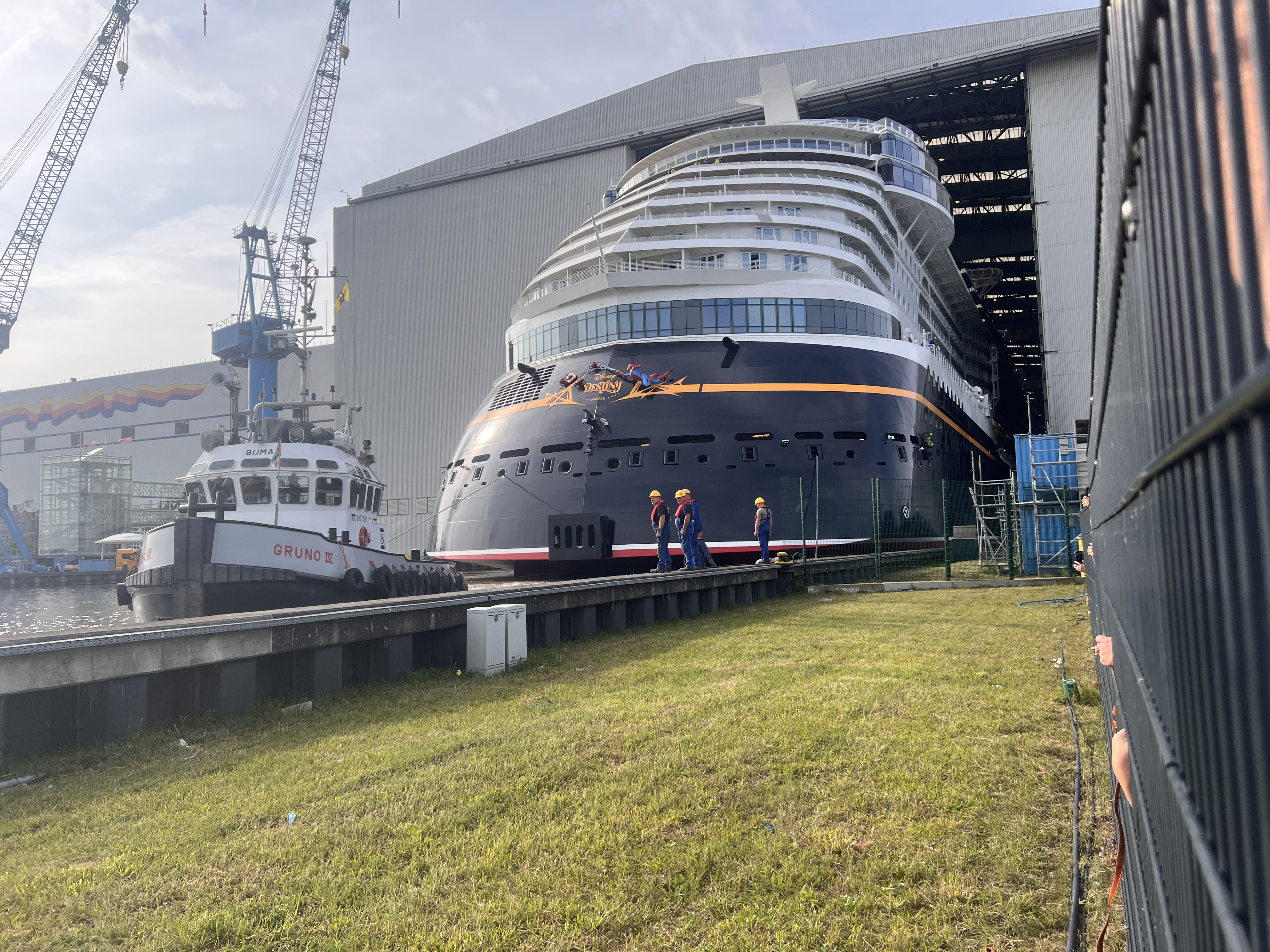
Das Heck der Disney Destiny
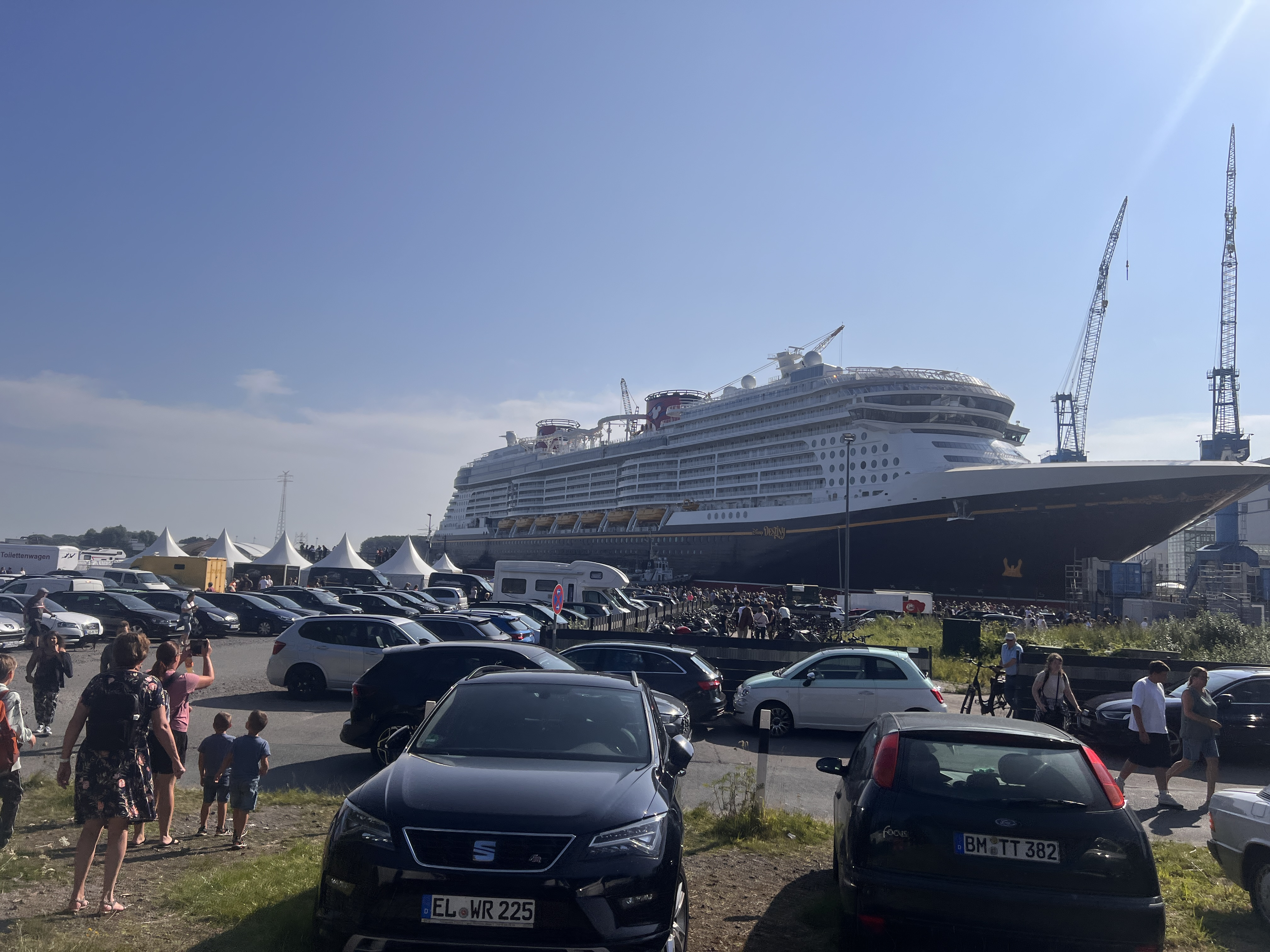
Die Disney Destiny
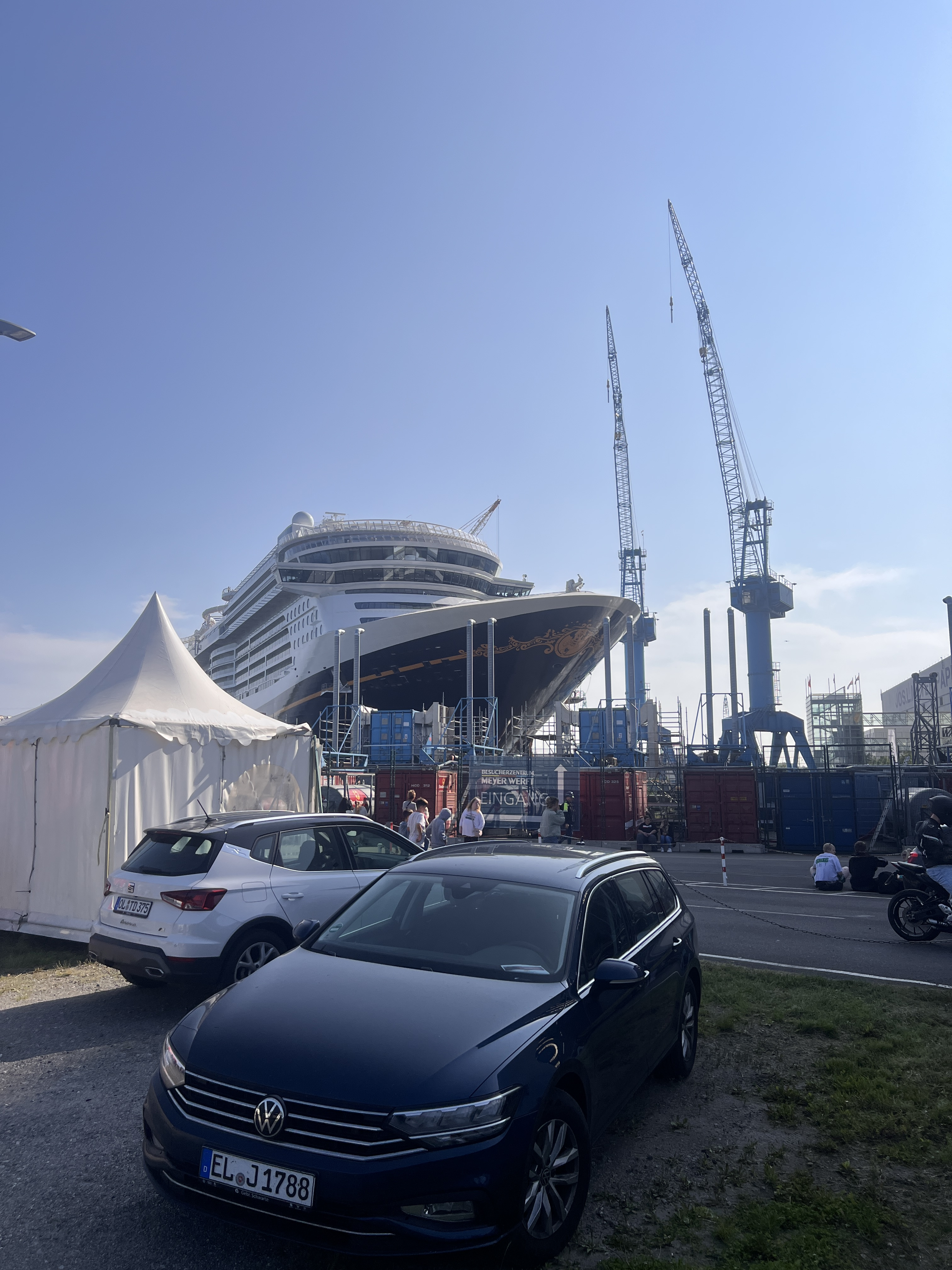
Der Bug der Disney Destiny
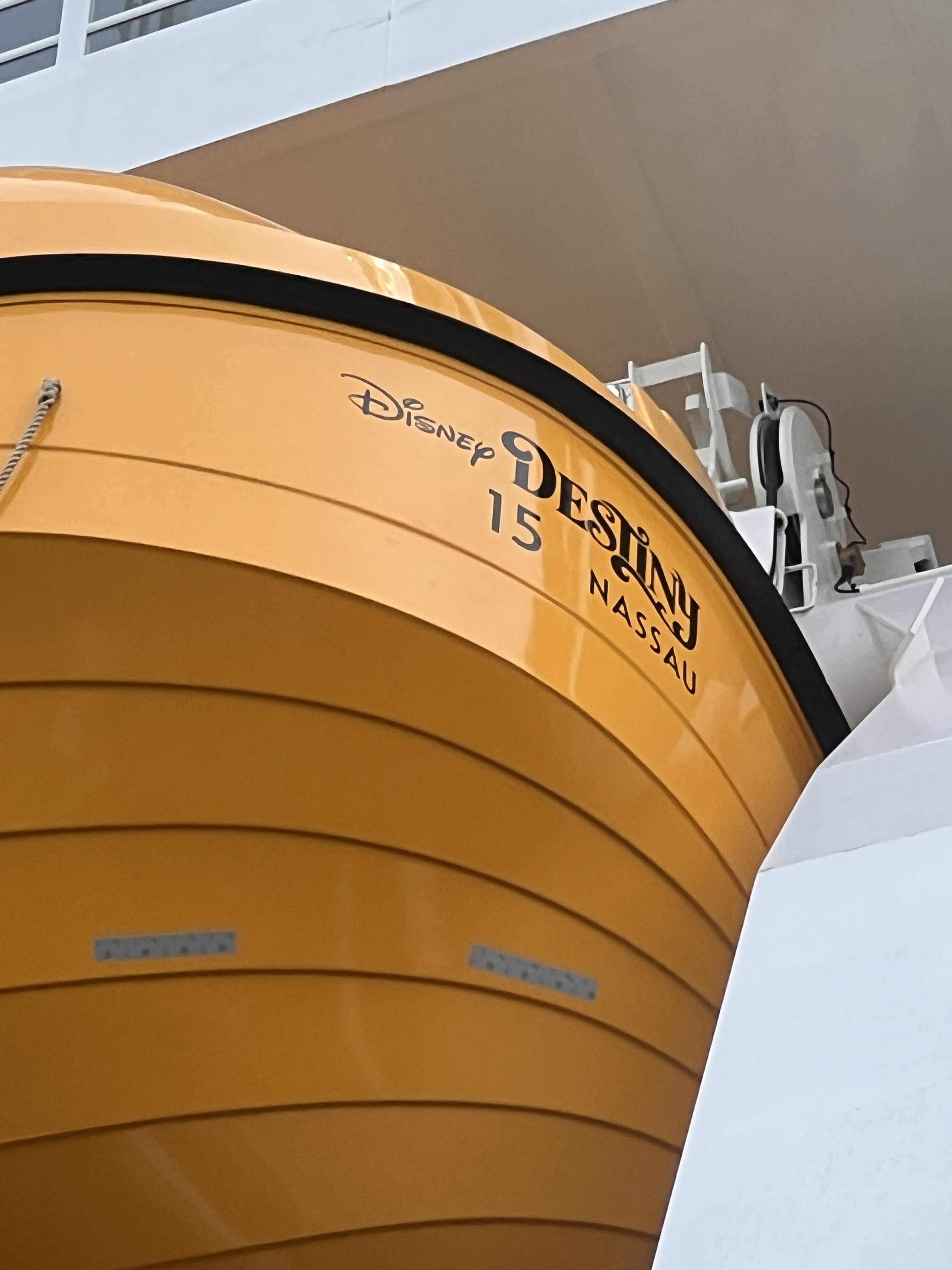
Das Rettungsboot Nr. 15 der Disney Destiny